# Васильевка (Мелеузовский район)
Васильевка (баш. Васильевка) — село в Мелеузовском районе Республики Башкортостан Российской Федерации. Входит в состав Партизанского сельсовета. Малая родина Героя Советского Союза С. М. Кочеткова.

## География

### Географическое положение
Находится на берегу реки Белой.
Расстояние до:
- районного центра (Мелеуз): 18 км,
- центра сельсовета (Дарьино): 13 км,
- ближайшей ж/д станции (Мелеуз): 18 км.

## История
До 2008 года Васильевка возглавляла Васильевский сельсовет, упразднённый путём объединения с Партизанским сельсоветом согласно Закону Республики Башкортостан от 19.11.2008 N 49-з «Об изменениях в административно-территориальном устройстве Республики Башкортостан в связи с объединением отдельных сельсоветов и передачей населённых пунктов»

## Население
| 2002 | 2009 | 2010 |
| ---- | ---- | ---- |
| 324  | ↗374 | ↘290 |

Национальный состав
Согласно переписи 2002 года, преобладающая национальность — русские (70 %).

## Религия
В селе есть православная церковь Рождества Христова.

## Известные уроженцы
- Кочетков, Степан Михайлович (14 августа 1923 — 24 сентября 1984) — командир пулеметного расчёта 10-го гвардейского стрелкового полка (6-я гвардейская стрелковая дивизия, 13-я армия, Центральный фронт), гвардии младший сержант, Герой Советского Союза[5][6].